# Ectoplasma (biologia)
Ectoplasma (dal greco antico ἐκτός?, èktòs, "fuori" e πλάσμα, plasma, lett. "ciò che ha forma") è un termine adottato per la prima volta da Ernst Haeckel nel 1873, per indicare lo strato esterno e più denso del citoplasma cellulare.
Confina con la parete cellulare e si trova sempre allo stato gelificato, poiché formato da citosol, proteine di ancoraggio e molti filamenti, sia di actina che intermedi.
Sono proprio i filamenti di actina  i veri responsabili dello stato gelificato dell'ectoplasma, ma questi intervengono anche nella dinamica dell'intera periferia cellulare; qualora siano accessoriate di proteine di ancoraggio (quali vinculina, spectrina ed altre) formano uno scheletro flessibile che rafforza strutturalmente il plasmalemma. Entrano nella costituzione degli emidesmosomi e dei desmosomi.